# Wydział Lekarski Uniwersytetu Mikołaja Kopernika
Wydział Lekarski Uniwersytetu Mikołaja Kopernika – jeden z 16 wydziałów Uniwersytetu Mikołaja Kopernika w Toruniu, wchodzący w skład Collegium Medicum im. Ludwika Rydygiera w Bydgoszczy.

## Kierunki kształcenia

### Jednolite stacjonarne studia magisterskie[3]
- Kierunek lekarski
- Kierunek lekarsko-dentystyczny

### Studia stacjonarne I stopnia[4]
- Biotechnologia medyczna
- Optyka okularowa z elementami optometrii

### Studia stacjonarne II stopnia[5]
- Biotechnologia medyczna
- Optometria

## Struktura wydziału

### Katedry
| Katedra                                                                    | Kierownik                          |
| -------------------------------------------------------------------------- | ---------------------------------- |
| Katedra Alergologii, Immunologii Klinicznej i Chorób Wewnętrznych          | prof. dr hab. Zbigniew Bartuzi     |
| Katedra Anatomii Prawidłowej                                               | prof. dr hab. Michał Szpinda       |
| Katedra Anestezjologii i Intensywnej Terapii                               | dr hab. Katarzyna Sierakowska      |
| Katedra Biologii i Biochemii Medycznej                                     | prof. dr hab. Alina Woźniak        |
| Katedra Chirurgii Klatki Piersiowej i Nowotworów                           | prof. dr hab. Janusz Kowalewski    |
| Katedra Chirurgii Naczyniowej i Angiologii                                 | prof. dr hab. Arkadiusz Jawień     |
| Katedra Chirurgii Ogólnej, Gastroenterologicznej i Onkologicznej           | prof. dr hab. Marek Jackowski      |
| Katedra Chirurgii Ogólnej, Chirurgii Wątroby i Chirurgii Transplantacyjnej | dr hab. Maciej Słupski             |
| Katedra Chirurgii Ogólnej, Kolorektalnej i Onkologicznej                   | dr hab. Zbigniew Banaszkiewicz     |
| Katedra Chirurgii Plastycznej                                              | [ 15 ]                             |
| Katedra Chorób Oczu                                                        | prof. dr hab. Grażyna Malukiewicz  |
| Katedra Chorób Płuc, Nowotworów i Gruźlicy                                 | dr hab. Grzegorz Przybylski        |
| Katedra Chorób Zakaźnych i Hepatologii                                     | prof. dr hab. Małgorzata Pawłowska |
| Katedra Dermatologii i Wenerologii                                         | prof. dr hab. Rafał Czajkowski     |
| Katedra Endokrynologii i Diabetologii                                      | prof. dr hab. Roman Junik          |
| Katedra Farmakologii i Terapii                                             | dr hab. Michał Wiciński, prof. UMK |
| Katedra Fizjologii Człowieka                                               | prof. dr hab. Wojciech Kaźmierczak |
| Katedra Genetyki Klinicznej                                                | prof. dr hab. Olga Haus            |
| Katedra Hematologii                                                        | dr hab. Jarosław Czyż              |
| Katedra Histologii i Embriologii                                           | prof. dr hab. Alina Grzanka        |
| Katedra Kardiochirurgii                                                    | p.o. dr hab. Wojciech Pawliszak    |
| Katedra Kardiologii i Chorób Wewnętrznych                                  | prof. dr hab. Jacek Kubica         |
| Katedra Medycyny Rodzinnej                                                 | dr hab. Krzysztof Buczkowski       |
| Katedra Medycyny Sądowej                                                   | prof. dr hab. Tomasz Grzybowski    |
| Katedra Nefrologii, Nadciśnienia Tętniczego i Chorób Wewnętrznych          | prof. dr hab. Jacek Manitius       |
| Katedra Neonatologii                                                       | dr hab. Iwona Sadowska-Krawczenko  |
| Katedra Neurochirurgii                                                     | prof. dr hab. Maciej Śniegocki     |
| Katedra Neurologii                                                         | p.o. dr Piotr Rajewski             |
| Katedra Onkologii i Brachyterapii                                          | prof. dr hab. Roman Makarewicz     |
| Katedra Otolaryngologii i Onkologii Laryngologicznej                       | [ 35 ]                             |
| Katedra Patomorfologii Klinicznej                                          | dr hab. Dariusz Grzanka            |
| Katedra Pediatrii, Alergologii i Gastroenterologii                         | dr hab. Aneta Krogulska            |
| Katedra Pediatrii, Hematologii i Onkologii                                 | prof. dr hab. Mariusz Wysocki      |
| Katedra Położnictwa, Chorób Kobiecych i Ginekologii Onkologicznej          | prof. dr hab. Mariusz Dubiel       |
| Katedra Psychiatrii                                                        | dr hab. Wiktor Dróżdż, prof. UMK   |
| Katedra Radiologii i Diagnostyki Obrazowej                                 | prof. dr hab. Zbigniew Serafin     |
| Katedra Transplantologii i Chirurgii Ogólnej                               | prof. dr hab. Zbigniew Włodarczyk  |
| Katedra Urologii i Andrologii                                              | prof. dr hab. Tomasz Drewa         |

### Pozostałe jednostki
- Pracownia Endoskopii i Badań Czynnościowych Przewodu Pokarmowego Wieku Rozwojowego
- Pracownia Medycyny Społecznej
- Wydziałowy Zespół Naukowo-Dydaktyczny Nowoczesnych Metod Nauczania w Medycynie
- Wydziałowy Zespół Naukowo-Dydaktyczny Zdrowia Kobiety i Rozrodczości

## Władze dziekańskie
W kadencji 2024–2028:
| Stanowisko                             | Imię i nazwisko                              |
| -------------------------------------- | -------------------------------------------- |
| Dziekan                                | dr hab. Iwona Sadowska-Krawczenko, prof. UMK |
| prodziekan ds. finansów i dydaktyki    | prof. Rafał Czajkowski                       |
| Prodziekan ds. nauki                   | prof. Tomasz Grzybowski                      |
| Prodziekan ds. studenckich i dydaktyki | dr hab. Natalia Ukleja-Sokołowska, prof. UMK |
| Prodziekan ds. kształcenia             | dr hab. Małgorzata Maj, prof. UMK            |